# Thanasi Kokkinakis
Athanasios "Thanasi" Kokkinakis (græsk: Αθανάσιος "Θανάσης" Κοκκινάκης (Thanasis), født 10. april 1996 i Adelaide, Australien) er en professionel tennisspiller fra Australien.